# Hans-Heinz-Schanze
Die Hans-Heinz-Schanze war eine Skisprungschanze in Johanngeorgenstadt. Das zweite Bauwerk dieses Namens war nach der Einweihung im Jahr 1929 zeitweilig die größte Sprungschanze Deutschlands.

## Geschichte
Am 30. Dezember 1923 weihte der Wintersportverein in Johanngeorgenstadt unweit des Bahnhofs im Schwarzwassertal eine neue Schanze, die zu Ehren eines 1918 gefallenen Vereinsmitglieds Hans-Heinz-Schanze genannt wurde. Nachdem diese Schanze nur wenige Jahre genutzt werden konnte, entschloss man sich zum Neubau einer wesentlich größeren Sprungschanze im Schwefelbachtal im Waldgebiet Römisch Reich. Es entstand die damals größte Skisprungschanze Deutschlands, die am 6. Januar 1929 im Beisein von ca. 13.000 Zuschauern eingeweiht wurde. Den Weihesprung nahm Alfred Czermak (* 1910) aus Johanngeorgenstadt vor. Zuvor hatte vom 30. Dezember 1928 bis 2. Januar 1929 das bundesweite Wintersportfest des Arbeiter-Turn- und Sportbunds stattgefunden.
Am 15. Januar 1933 springt der Norweger Birger Ruud auf der Hans-Heinz-Schanze mit 76 Metern die damals größte Weite auf einer deutschen Schanze.
Die aus zahlreichen Holzelementen bestehende Sprungschanze, die 1950/51 umgebaut und in Glückaufschanze umbenannt wurde, stürzte im März 1956 in sich zusammen und wurde durch die am 1. Januar 1962 eingeweihte Erzgebirgsschanze ersetzt, die jedoch den hohen Erwartungen an eine moderne Schanzenanlage nicht gerecht wurde und auch nach späteren baulichen Veränderungen seit Ablauf des Jahres 2000 nicht mehr genutzt wird und zur Ruine verfällt.

## Technische Daten
- Gesamtlänge: 350 m
- Anlauf (Gerüstlänge): 110 m
- Aufsprung: 100 m
- Neigung des Aufsprunges: 38 Grad
- Ablauf: 150 m
- Höchster Turm: 42 m

## Inhaber des Schanzenrekordes
- 1929: Erich Recknagel: 62 m
- 1929: Walter Glaß I: 68 m
- 1930: Sigmund Ruud (Norwegen): 70 m
- 1933: Birger Ruud (Norwegen): 76,5 m
- 1938: Paul Kraus: 77 m
- 1953: Herbert Queck: 80 m